# Richard Garfield
Pour les articles homonymes, voir Garfield.
Richard Garfield, né le 26 juin 1963 à Philadelphie, est un professeur de mathématiques et concepteur de jeu. Il est le créateur du jeu de cartes à jouer et à collectionner Magic the Gathering (en français Magic : l'assemblée). Il a créé d'autres jeux de cartes à jouer et à collectionner comme Netrunner, Star Wars Trading Card Game, Vampire: the Eternal Struggle, et BattleTech, ainsi que des jeux de société comme Le Grand Dalmuti et RoboRally. Il a également créé une variante du jeu Hearts appelée Complexe cœurs.

## Biographie
Richard Garfield passe son enfance à voyager dans le monde entier, son père travaillant dans l'architecture. Sa famille s'installe dans l'Oregon lorsqu'il a 12 ans.
Tout en ayant un intérêt pour les puzzles, sa passion pour les jeux commence  lorsqu'il découvre Donjons et Dragons. 
Richard Garfield conçoit son premier jeu à l'âge de 13 ans.
En 1985, il obtient le baccalauréat universitaire des sciences en mathématiques informatique. Il rejoint Bell Laboratories, puis décide de poursuivre ses études à l'Université de Pennsylvanie, où il étudie les mathématiques combinatoires.
Il étudie sous Herbert Wilf et obtient un doctorat en mathématiques combinatoires de Penn en 1993. Il devient professeur de mathématiques à Whitman College à Walla Walla, Washington.
En 2012, Garfield publie un ouvrage d'analyse des jeux, Characteristics of Games, co-écrit avec George Skaff Elias et K. Robert Gutschera.

## Création et travail sur les jeux

### Conception deMagic: L'Assemblée
Magic : L'Assemblée est un univers sans fin qui se renouvelle constamment depuis sa création (planeswalker, créatures, sorts, éphémères, artefacts, véhicules et bien entendu terrains ou mana).
Richard Garfield a commencé la conception de Magic The Gathering quand il était étudiant. Le premier groupe de joueurs de Magic était principalement constitué d'autres étudiants. C'est en recherchant un éditeur pour RoboRally (qu'il avait conçu en 1985) que Richard Garfield rencontre Peter Adkison de Wizards of the Coast, qui exprime son intérêt pour Magic l'Assemblée. RoboRally semblait en effet trop coûteux à produire pour une nouvelle compagnie d'édition comme Wizards of the Coast.            
Peter Adkison a exprimé à Richard Garfield son intérêt pour un jeu rapide avec un équipement minimal, quelque chose qui pourrait être populaire dans une convention de jeux de plateaux. L'objectif était donc de créer un jeu plus rapide, moins coûteux, plus facilement déplaçable et plus facile à transporter entre les conventions que RoboRally.
Magic the Gathering est alors lancé en 1993. Les playtesters ont commencé à développer, de façon indépendante, des packs d'extension qui étaient ensuite confiés à Richard Garfield pour l'impression finale. Il quitte ensuite l'Université de Pennsylvanie pour rejoindre Wizards of the Coast en tant que game designer à temps plein en juin 1994.
Il fut l'un des principaux testeurs pour la 3e édition du livre Dungeons & Dragons, publié par Wizards of the Coast en 2000. Il a finalement quitté Wizards of the Coast pour devenir concepteur de jeux indépendant.
Il contribue encore sporadiquement à Magic l'Assemblée.

### Autres jeux
Richard Garfield a créé les jeux Pecking Order (2006) et Rocketville (2006). Ce dernier a été publié par Avalon Hill, une filiale de Wizards of the Coast.  Il porte maintenant son attention sur les jeux vidéo. Il a notamment participé au design et au développement de Schizoid et de Spectromancer.
Il est le concepteur du jeu KeyForge sorti en novembre 2018.

## Jeux créés
Une liste partielle de jeux conçus par Richard Garfield :
- Magic : l'assemblée (1993), jeu de cartes à collectionner.
- RoboRally (1994), jeu de société.
- Vampire: The Eternal Struggle (1994), jeu de cartes à collectionner.
- Le Grand Dalmuti (1995), jeu de cartes.
- Netrunner (1996), jeu de cartes à collectionner.
- BattleTech GCC (1996), jeu de cartes à collectionner.
- Dilbert: Corporate Shuffle (1997), jeu de cartes.
- Filthy Rich (1998), jeu de société.
- Twitch (1998), jeu de cartes.
- Star Wars Trading Card Game (2002), jeu de cartes à collectionner.
- Pecking Order (2006), jeu de société.
- Rocketville (2006), jeu de plateau.
- Stonehenge (2007), anthologie de jeu de plateau.
- Spectromancer (2008), jeu de cartes en ligne.
- Schizoid (2008), console de jeu d'action.
- King of Tokyo (2011), jeu de société.
- Ghooost (2013), jeu de cartes.
- King of new york (2014), jeu de société.
- Treasure Hunter (2015), jeu de société.
- Bunny Kingdom (2017), jeu de plateau pour « lapins malins ».
- KeyForge (2018), jeu de paquets uniques de cartes.
- Artifact (jeu vidéo) (2018), jeu de cartes à collectionner basé sur l'univers de Dota 2.
- Carnival of Monsters (2019), jeu de plateau, draft.
- The Hunger (2021), jeu de deck-building.
- Mindbug (2021), jeu de cartes.
- Dungeons, Dice & Danger (2022), roll and write.
- King of Tokyo Duel (2024), jeu de société.

## Ouvrage
- (en) George Skaff Elias, Richard Garfield et K. Robert Gutschera, Characteristics of Games, Cambridge, The MIT Press, 2012, 320 p. (ISBN 978-0-262-01713-8, lire en ligne).